# Chersodromia orlandinii
Chersodromia orlandinii är en tvåvingeart som beskrevs av Raffone 1984. Chersodromia orlandinii ingår i släktet Chersodromia och familjen puckeldansflugor.
Artens utbredningsområde är Grekland. Inga underarter finns listade i Catalogue of Life.